# Дивље приче
Дивље приче (шп. Relatos salvajes) је аргентинска црна комедија из 2014. године, коју је написао и режирао Дамијан Шифрон. Филм се састоји од шест самосталних прича које повезују теме насиља и освете. Главне улоге тумаче Рикардо Дарин, Оскар Мартинес, Леонардо Збараља, Хулијета Силберберг, Ерика Ривас, Рита Кортесе и Дарио Грандинети.
Филм је доживео велику успех, нарочито у Јужној Америци, где је освојио бројне награде. Такође, освојио је награду БАФТА за најбољи филм ван енглеског говорног подручја. и награду Гоја за најбољи страни филм на шпанском језику. Био је номинован за Оскара за најбољи филм на страном језику, као и за Златну палму на Канском фестивалу 2014. године.

## Радња
Филм је сачињен из шест кратких сегмената: Пастернак (шп. Pasternak), Пацови (шп. Las ratas), Најјачи (шп. El más fuerte), Бомбица (шп. Bombita), Понуда (шп. La propuesta) и Док нас смрт не растави (шп. Hasta que la muerte nos separe). У верзији намењеној за америчко тржиште промењени су називи треће и пете приче у Пут до пакла и Рачун.

### Пастернак
Двоје путника у авиону започињу разговор и долазе до закључка да обоје знају човека по имену Пастернак; жена (Марија Маруљ) је његова бивша девојка, човек (Дарио Грандинети) музички критичар, који је оштро оценио његов наступ. Неколико путника се јавља да и они знају Пастернака. Заправо, сви путници у авиони су повезани са Пастернаком на неки начин, а њихови односи су се лоше завршили. Стјуардеса открива да је Пастернак стјуарт и да се закључао у пилотској кабини. Док путници паниче, покушавајући да отворе кабину, Пастернак сруши авион у кућу својих родитеља.

### Пацови
Локални политички моћник долази у празан ресторан поред пута. Конобарица (Хулијета Силберберг) га одмах препознаје као човека који је уништио њену породицу и довео до самоубиства њеног оца. Куварица (Рита Кортесе) јој предлаже да га отрује отровом за пацове, али девојка одбија. Упркос томе, куварица ставља отров у храну. Тинејџер улази у ресторан да се нађе са оцем. Не желећи да отрује дечка, конобарица покуша да склони храну. Човек је нападне, али га куварица убије ножем. На крају је приказана куварица у полицијском ауту, док девојка седи поред тинејџера, кога прегледају.

### Најјачи
Дијего (Леонардо Збараља) вози кроз пустињу и покушава да претекне старији ауто, који му не да да прође. Када успе да га претекне, опсује другог возача. Неколико километара касније, Дијегу се издува гума и он стаје поред пута. Други возач, Марио (Валтер Доналдо), га сустиже, паркира се испред њега и уништава му ауто. Пре него што ће Марио да се одвезе, Дијего, желећи да се освети, изгура га у реку и одлази. Видевши да Марио излази из провалије, враћа се да га докрајчи, али губи контролу над возилом и упада у реку. Марио улази у ауто кроз гепек и почиње необуздана туча. Марио обмота појас око Дијеговог врата и покуша да запали ауто, али га Дијего спречи да побегне. Њихов сукоб се завршава експлозијом аутомобила. Полиција проналази два изгорела загрљена тела, за која сматрају да су љубавници настрадали у злочину из страсти.

### Бомбица
Симон Фишер (Рикардо Дарин) је инжењер специјализован за експлозиве. После дугачког дана на послу, одлази да купи торту за ћеркин рођендан, али по изласку из посластичарнице схвата да му је ауто однео „паук”. Одлази у паркинг сервис да се жали, инсистирајући да није било знака за забрањено паркирање. Схвата да је узалудно, плаћа казну и одлази кући, али пропушта ћеркину рођенданску забаву. Следећег дана, када одбију да му рефундирају казну, узима противпожарни апарат и покуша да разбије шалтер у налету беса. Прича се брзо појављује у вестима, добија отказ и његова жена (Ненси Дупла) тражи развод и пуно старатељство над њиховом ћерком. Након неуспешног покушаја да добије нови посао, открива да му је ауто опет однет. Изнервиран, плаћа казну, ставља експлозив у ауто и непрописно га паркира. Диже у ваздух паркинг сервис и постаје национални херој.

### Понуда
Тинејџер удари трудницу очевим аутом и побегне са лица места. Његови родитељи (Оскар Мартинес и Марија Онето) праве план са породичним адвокатом (Осмар Нуњес) да њихов баштован преузме одговорност, а заузврат ће добити пола милиона долара. Сазнавши да тужилац не верује у њихову причу да је баштован био возач, адвокат му понуди новац. Када сазна да и тужилац добија новац, баштован тражи већу суму. Док састављају нову причу, тужилац предложи да је потребно платити и полицајце који су дошли са њим. Отац прекида договор и каже сину да призна, али га адвокат убеди да преговарају за нижу цену. Након што је постигнут договор, баштован преузима кривицу. Док баштована одводи полиција, супруг мртве жене га удара чекићем по глави.

### Док нас смрт не растави
Радња се одвија током једног венчања. Млада, Ромина (Ерика Ривас), сазнаје да ју је младожења, Аријел (Дијего Хентиле), преварио са девојком која је гошћа на њиховом венчању. Напушта забаву и одлази на кров, где среће хотелског кувара, коме се поверава и са ким превари Аријела. Аријел долази на кров са пријатељем у потрази за Ромином и проналази је са куваром. Суочава се са Ромином, која му прети да ће му уништити живот. Враћа се на забаву и наставља са прославом. Хвата Аријелову љубавницу за руку и врти је у круг, да би је пустила да удари у огледало. Аријел и Ромина имају нови сукоб, који се завршава Аријеловим сломом. Ромина инсистира да фотограф сними младожењу и његову мајку како плачу, говорећи да ће тај снимак пуштати на свом следећем венчању. Младожењина мајка насрне на њу, али је муж и Роминин отац склоне. У стању шока, Ромина пада на под. Аријел јој прилази и почињу да плешу, љубе се и почињу да воде љубав на столу за торту, док гости одлазе.

## Продукција
Док је радио на научно-фантастичној трилогији, вестерну и љубавној комедији, Шифрон је добијао инспирацију за друге сценарије. Пошто није имао времена да се посвети другим пројектима, сажео је своје идеје у кратке приче. У почетку су све приче независне и свака је могла да постане сценарио, али је Шифрон сматрао да ће имати већи ефекат ако их прикаже заједно. Иако се филм описује као црна комедија, редитељ није планирао да приче буду комедије, него трилери или драме. Сматрајући да није ни драма ни комедија, Шифрон се одлучује да га дефинише као филм катастрофе.
Редитељ филм пореди са музичким албумом или циркусом, где различити самостални делови чине јединствену целину. Будући да свака прича има свој идентитет, директор фотографије, Хавијер Хулија, се одлучује за другачије локације, боје, стилове и изглед сваког дела. Упркос томе, Шафрон инсистира да је свака прича као витални орган једног организма. Желећи да сачува јединство приче и одржи пажњу публике, одустао је од идеје да сваки део снима другачијом техником.
Захваљујући ансамблској подели улога, у филму се појављују велике аргентинске звезде. Будући да је свако од њих главни глумац у филму, ретко кад се појављују сви у истом филму. Антологијска природа овог филма омогућила је да се сви они појаве у истом филму. Глумце је привука сценарио, али и чињеница да ће снимање трајати кратко.
Филм је резултат копродукције аргентинске компаније K&S Films и El Deseo, шпанске продукцијске компаније Педра и Агустина Алмодовара.